# 封鎖比亞法拉

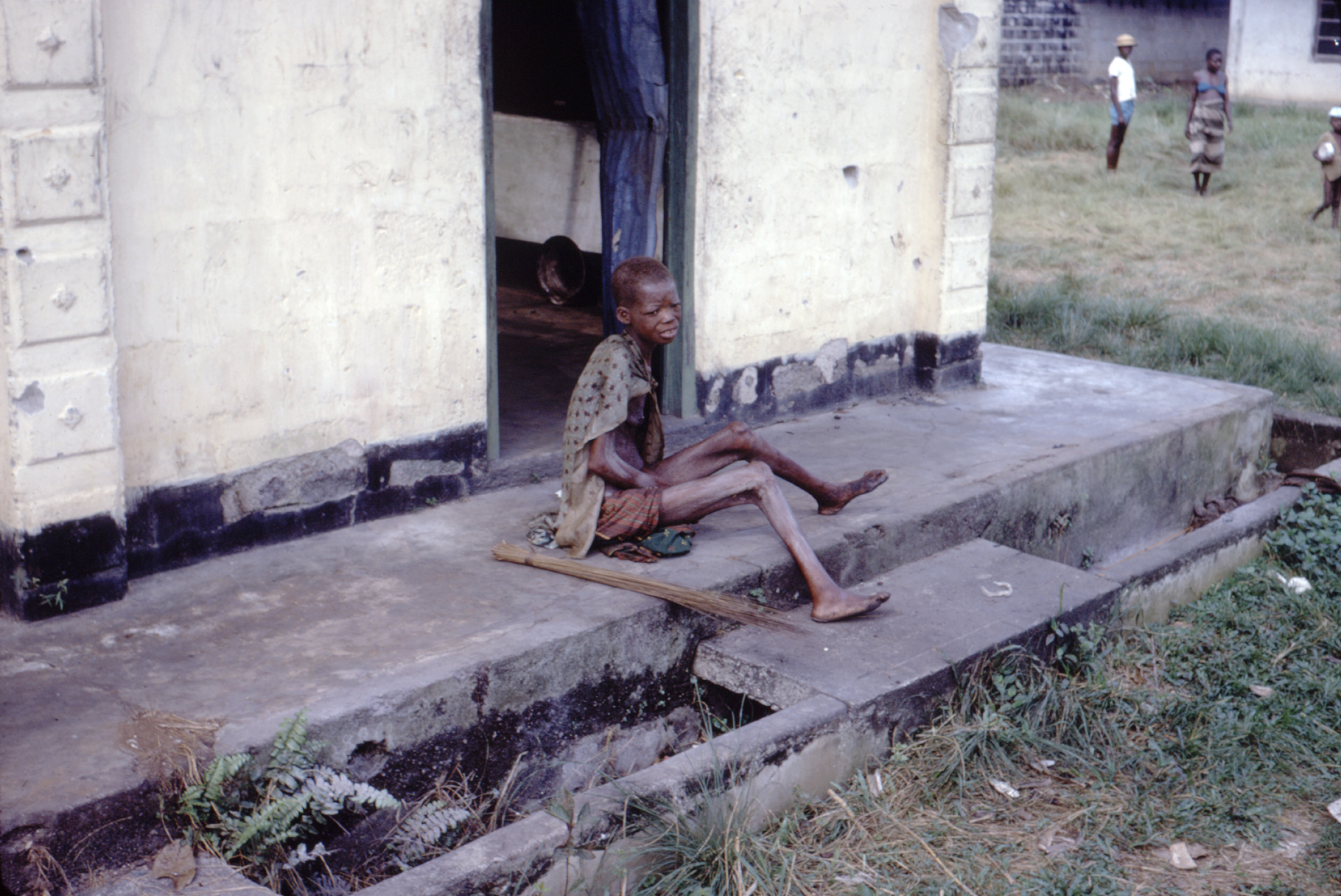
封鎖期間遭受飢荒的婦女

1967－1970年奈及利亞內戰期間，奈及利亞聯邦政府對比亞法拉共和國實施封鎖，引發嚴重飢荒，導致至少100萬人死亡，最終以尋求分裂獨立的比亞法拉政權投降而告終。
該次封鎖措施及伴隨的人道危機，引起全球關於種族滅絕概念本身，以及將比亞法拉所發生的事件定義為種族滅絕是否恰當的討論，並最終促成保護平民相關的國際法改革，將「禁止以造成飢餓作為戰爭手段」等人道規範納入1977年修訂的《日內瓦公約》附加議定書。

## 背景

1967年6月，比亞法拉共和國宣布脫離奈及利亞獨立

1966年奈及利亞反政變發生後，奈及利亞北部爆發反伊博人大屠殺，造成數千名伊博族人死亡。次年，楚庫埃梅卡·奧杜梅格伍·奧朱古宣布伊博族聚居區的比亞法拉獨立建國，奈及利亞軍政府領導人雅各布·高恩隨後對其動武，奈及利亞內戰爆發。

## 封鎖

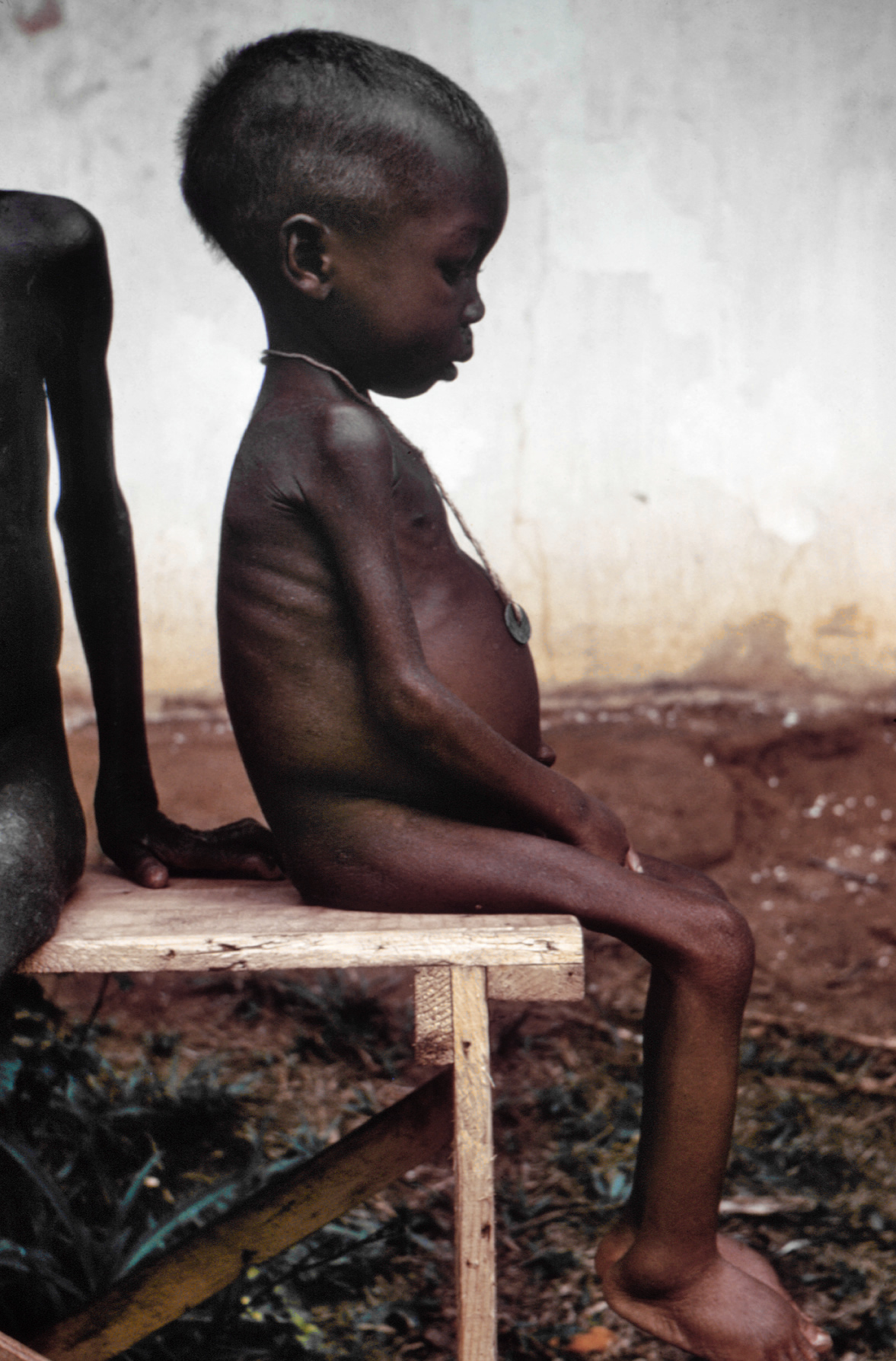
封鎖期間罹患惡性營養不良病的兒童

內戰爆發的最初幾週，奈及利亞政府為切斷比亞法拉透過外匯交易、郵件、電信，以及所有海港與機場的對外聯繫管道，決定對該政權實施封鎖。起初，外界無法確定奈及利亞海軍當時擁有的船艦是否能有效封鎖長達200英里（320）的海岸線，以及奈及利亞空軍是否有能力阻斷空中航線。然封鎖措施最終仍有效實施，並伴隨內戰而持續兩年半的時長。由於當時尚未禁止利用飢餓作為戰爭手段 ，奈及利亞政府的封鎖行動亦無違反國際法，且所有中立國皆有義務遵守已宣布的封鎖令，奈及利亞並威脅將對無視封鎖的國家採取行動，同時也與喀麥隆達成協議，共同封鎖比亞法拉的陸地邊界。期間曾有部分走私者試圖突破封鎖線，但有兩艘走私船隻遭到奈及利亞海軍擊毀。
封鎖措施導致平民無法獲取食物、藥品及其他所需物資，奈及利亞政府一方面阻攔救援物資送達，並宣稱飢餓是其刻意使用的戰爭策略；另一方面又駁斥有關饑荒的報導，稱其為比亞法拉方的政治宣傳。
|                                                     | 戰爭本就是不擇手段，而飢餓也是戰爭的武器之一。我實在不明白，為什麼要餵飽我們的敵人，好讓他們吃飽了更有力氣來跟我們作戰？ |
| ——聯邦執行委員會副主席兼財政部部長奧巴費米·阿沃洛沃 | |

|                                         | 我不想看到紅十字會、明愛會、普世教協、教宗、傳教士和聯合國代表團。我希望在伊博人投降之前，他們連一口東西都吃不上。 |
| ——奈及利亞陸軍指揮官班傑明·阿德昆勒準將 | |

比亞法拉政府拒絕外界提供日間援助航班和設立人道走廊，領導人奧朱古聲稱這些路線會讓奈及利亞政府乘機毒害比亞法拉人民，並藉機對其轟炸；另一原因則是為保護該政權獲取武器彈藥的秘密渠道。
由於平民無法獲取食物和必要藥品，封鎖措施最終造成毀滅性的人道主義危機，據估計至少100萬（或更多）人因飢荒而死亡，罹難者大多數為平民，其中又以較容易受營養不良影響的兒童為甚。此外，封鎖也導致比亞法拉境內暴力犯罪攀升，軍隊中飢餓的士兵會以暴力向平民強索食物。

## 國際反應

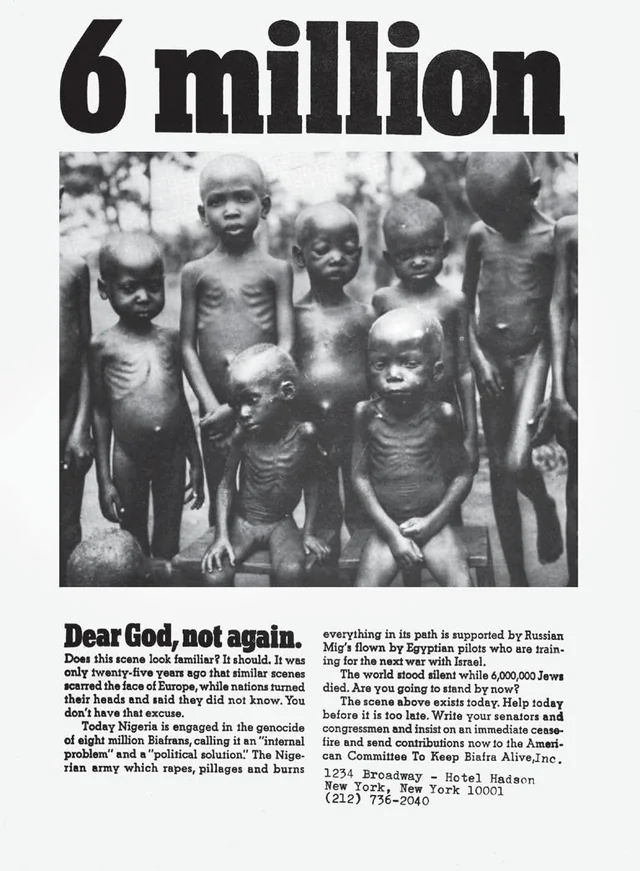
「美國維持比亞法拉生存委員會」海報

1968年中，比亞法拉飢餓兒童的相關影像開始於國際媒體傳播，引起大量國際關注。比亞法拉政府將伊博人比做猶太人，奈及利亞對其實施的封鎖類比為納粹大屠殺。起初，國際輿論亦同情比亞法拉對外的說法，然在英國派出事實調查團前往奈及利亞並報告種族滅絕並未發生後逐漸轉向，部分原相信比亞法拉發生種族滅絕的學者（如羅伯特·梅爾森）在意識到奈及利亞政府並未計劃殺害所有伊博人，後者的罹難原因係基於政治而非種族因素後，因此改變其見解。
美國因應奈及利亞內戰而成立的最大組織為「美國維持比亞法拉生存委員會」（American Committee to Keep Biafra Alive）；奈及利亞內戰則在西德促成大規模的動員，募款金額達到7,000萬馬克，超過以往的人道救援紀錄。然包括紅十字國際委員會在內的救援組織必須取得參戰雙方的許可才能於當地運作，限制救援工作的開展。
1969年6月，一架瑞典紅十字會運送物資的飛機遭到奈及利亞軍隊擊落，導致相關救援行動被迫中斷。

## 後續
奈及利亞內戰於1970年結束後不久，封鎖比亞法拉在奈及利亞境外便迅速被淡忘，且於種族滅絕研究領域也鮮少被提及。紅十字國際委員會認為，救援行動的失敗部分歸因於西方強權訂立的國際人道法並未排除這類封鎖措施，故須在法律層面上加強保障平民。1977年修訂的《日內瓦公約》第二附加議定書將「保護平民生存所不可或缺之物資」「禁止以造成飢餓作為戰爭手段」納入人道規範。
奈及利亞官方的紀念活動和學校課程均忽略封鎖措施及其造成的傷亡狀況。2021年，奈及利亞總統穆罕馬杜·布哈里發布一則影射內戰的推文，後者並因「宣揚暴力」而被刪除；推特隨後於該國境內遭到禁用。
後續的世代研究顯示，封鎖引發的饑荒對倖存者的健康造成長期的影響。

### 連結
1. 1 2 3 4 5 6 7  Nweke, Obinna Chukwunenye. . Third World Quarterly. 2023: 1–18. ISSN 0143-6597. doi:10.1080/01436597.2023.2182283  （英语）.
2. 1 2 3  Mulder & van Dijk 2021，第385頁.
3. 1 2  Heerten 2017，第67頁.
4. ↑  Heerten 2017，第68頁.
5. ↑  Bello, Taiwo. . War & Society. 2021-07-03, 40 (3): 206–224. S2CID 235760595. doi:10.1080/07292473.2021.1942625 （英语）.
6. ↑  Simpson, Brad. . Journal of Genocide Research. 2014, 16 (2–3): 337–354. ISSN 1462-3528. S2CID 71738867. doi:10.1080/14623528.2014.936708 （英语）.
7. ↑  Chuku, Gloria. . . Routledge. 2017: 329–359. ISBN 978-1-315-22929-4. doi:10.4324/9781315229294-15 （英语）.
8. ↑  Njoku, Carol Ijeoma. . Journal of Asian and African Studies. 2013-12, 48 (6): 710–726. S2CID 144513341. doi:10.1177/0021909613506453 （英语）.
9. ↑  Cookman, Claude. . Visual Communication Quarterly. 2008-10, 15 (4): 226–242. S2CID 143736733. doi:10.1080/15551390802415063 （英语）.
10. ↑  Doron, Roy. . Journal of Genocide Research. 2014, 16 (2–3): 227–246. S2CID 143769339. doi:10.1080/14623528.2014.936702 （英语）.
11. ↑  Mudge, George Alfred. . The International Lawyer. 1970, 4 (2): 228–268  [2023-11-18]. ISSN 0020-7810. JSTOR 40704626. （原始内容存档于2023-11-18） （英语）.
12. ↑  Daly, Samuel Fury Childs. . African Studies Review（英语：African Studies Review）. 2018-09, 61 (3): 99–118. S2CID 150335685. doi:10.1017/asr.2018.41 （英语）.
13. 1 2  Desgrandchamps, Marie-Luce. . International Review of the Red Cross. 2012, 94 (888): 1409–1432. S2CID 146648472. doi:10.1017/S1816383113000428 （英语）.
14. 1 2  McNeil, Brian. . Journal of Genocide Research. 2014, 16 (2–3): 317–336. S2CID 70911056. doi:10.1080/14623528.2014.936723 （英语）.
15. ↑  Moses 2021，第443頁.
16. ↑  Moses 2021，第444頁.
17. ↑  Hannig, Florian. . . Routledge. 2017. ISBN 978-1-315-22929-4 （英语）.
18. ↑  . The New York Times. 1969-06-07  [2023-11-03]. （原始内容存档于2023-11-03） （英语）.
19. ↑  Moses, Lasse Heerten, A. Dirk. . . Routledge. 2017. ISBN 978-1-315-22929-4 （英语）.
20. ↑  Conley, Bridget; de Waal, Alex. . Journal of International Criminal Justice. 2019, 17 (4): 699–722. doi:10.1093/jicj/mqz054  （英语）.
21. ↑  Hult, Martin; Tornhammar, Per; Ueda, Peter; Chima, Charles; Bonamy, Anna-Karin Edstedt; Ozumba, Benjamin; Norman, Mikael. . PLOS ONE. 2010-10-22, 5 (10): e13582. Bibcode:2010PLoSO...513582H. ISSN 1932-6203. PMC 2962634 . PMID 21042579. doi:10.1371/journal.pone.0013582  （英语）.
22. ↑  Ogah, Okechukwu S.; Oguntade, Ayodipupo Sikiru; Chukwuonye, Innocent Ijezie; Onyeonoro, Ugochukwu Uchenna; Madukwe, Okechukwu Ojoemelam; Asinobi, Adanze; Ogah, Fisayo; Orimolade, Olanike Allison; Babatunde, Abdulhammed Opeyemi; Okeke, Mesoma Frances; Attah, Ojoma Peace; Ebengho, Ikponmwosa Gabriel; Sliwa, Karen; Stewart, Simon. . Journal of Human Hypertension. October 2023, 37 (10): 936–943  [2023-11-03]. ISSN 1476-5527. PMID 36473942. S2CID 254393652. doi:10.1038/s41371-022-00782-x. （原始内容存档于2023-11-03） （英语）.

### 書籍
- Heerten, Lasse. . Cambridge University Press. 2017. ISBN 978-1-107-11180-6 （英语）.
- Moses, A. Dirk. . Cambridge University Press. 2021. ISBN 978-1-009-02832-5 （英语）.
- Mulder, Nicholas; van Dijk, Boyd. . . Oxford University Press. 2021: 370–. ISBN 9780192898036 （英语）.